# Leptochilus propodealis
Leptochilus propodealis är en stekelart som beskrevs av Richard Mitchell Bohart 1948. Leptochilus propodealis ingår i släktet Leptochilus och familjen Eumenidae. Inga underarter finns listade i Catalogue of Life.